# Castell de Xodos, muralles, torre i el Callis
El Castell i muralles de Xodos, a la comarca de l'Alcalatén, és un castell, també conegut amb la denominació de Castell, Torre i muralles (el callis), que es troba al centre de la població de Xodos. Com tot castell està catalogat, per declaració genèrica, com Bé d'Interès Cultural i presenta nombre d'anotació ministerial: 28378, i data d'anotació: 28 de novembre de 2011, segons consta en la Direcció General de Patrimoni Artístic de la Generalitat Valenciana.

## Història
Xodos, municipi el nom del qual suggereix un origen mossàrab, encara que de difícil significat, estava sota la jurisdicció del Castell de l'Alcalatén, el qual està ubicat a la població d'Alcora (al pic de la muntanya Mont Mirá). La importància d'aquestes poblacions augmenta amb la conquesta cristiana per Jaume I el Conqueridor, a 1233, ja que després de la seva conquesta, es va donar lloc, per decisió del monarca, al senyoriu de l'Alcalatén, del qual van passar a formar part, donant-se aquest a Ximén d'Urrea. Va ser aquest senyor feudal qui va proporcionar a Xodos Carta Pobla l'any 1254, a furs d'Aragó, i se suposa que és en aquesta època quan probablement es reforçarien les obres de fortificació de la població, la qual ja comptava amb un recinte emmurallat i un Castell al punt més alt.
Més tard, en 1283, se li concedirien més privilegis, fet del qual hi ha documentació acreditativa.
El senyoriu de l'Alcalatén va acabar més tard en mans dels Comtes d'Aranda, però, posteriorment i per matrimoni, el senyoriu va passar als ducs d'Híjar, que el van mantenir fins a 1818, sent actualment l'hereva del títol la Duquessa d'Alba.

## Descripció
El Castell, que està situat estratègicament (a uns 1063 metres d'altura, a la part alta de la mola en què s'ubica la resta de la població, i sobre un precipici de 70 metres d'altura) a la conca alta del riu Alcalatén, estava destinat a la vigilància i defensa de la vall enfront de les terres de Vistabella, per a això, formava part d'un sistema de fortificacions que protegia la vall, impedint d'aquesta manera que el pas natural des de les terres d'Aragó (per Mosqueruela) fins a Borriana, quedés sense protecció.
Té petites dimensions i actualment només queden restes d'una torrassa (la qual presenta planta quadrada, de tàpia) i unes muralles (que encara conserven restes de dues torres, una presenta planta rodona, i una altra que podria ser quadrada) en les quals hi havia una torre –portal, coneguda com El callis, a causa que la seva planta baixa serveix de carreró d'accés al recinte emmurallat. El Callis es troba en un extrem de la plaça on s'ubica també el temple parroquial, que se situa molt a prop de la torre del castell.
La torre- portal, El callis, està construïda de maçoneria, la base conforma un passadís amb tres arcades d'arcs apuntats fabricats utilitzant carreus. D'aquests tres passadissos dos d'ells donen pas a la ciutat i el tercer al qual constituïa l'interior del castell. Es pot afirmar que era la porta d'accés al recinte emmurallat més important, i el seu actual estat de conservació és bo, permetent ser utilitzada encara com a lloc habitual de pas.
Com passava en altres recintes emmurallats, al seu interior es trobaven els edificis més emblemàtics de la población, com ara l'Ajuntament, el qual presenta llotja a la planta inferior i alguns habitatges; o l'Església.